# Нордеберт
Нордеберт (Норберт; лат. Nordeberthus, нем. Norbert; умер не ранее 696) — майордом Нейстрии (688 — не ранее 696).

## Биография
Основным нарративным источником о жизни Нордеберта является «Книга истории франков».
О ранних годах жизни Нордеберта почти ничего не известно. По одному мнению, он был уроженцем Австразии и входил в ближайшее окружение местного майордома Пипина Геристальского, по другому, возможно, был выходцем из Бургундии.
В 687 году произошло новое военное столкновение между Австразией и Нейстрийско-бургундским королевством. В ходе этого конфликта в битве при Тертри австразийское войско Пипина Геристальского разгромило войско под командованием короля Теодориха III и майордома Берхара.
Хотя Берхар и сохранил свою должность, уже в конце 688 года он был убит своими приближёнными. Хроники свидетельствуют, что убийц к майордому подослала его тёща Ансфледа. Она же была инициатором призвания австразийца Пипина Геристальского на должность майордома Нейстрии и Бургундии. Получив одобрение знати, Пипин объединил в своих руках управление всеми тремя франкскими королевствами. Этим он положил начало процессу овладения Каролингами королевским престолом франков. Не удовольствовавшись должностью майордома, Пипин принял титул «герцог и правитель франков» (лат. dux et princeps Francorum). Своим представителем в Нейстрии он поставил Нордеберта. Вероятно, назначение особого уполномоченного в Нейстрию было следствием слабости власти Пипина в новоприобретённых землях в это время.
Известны несколько подлинных документов, в которых упоминается имя Нордеберта. В датированной 1 ноября 691 года хартии Хлодвига III он назван королевским приближённым (лат. optimaten), в грамоте от 28 февраля 693 года — графом, а в датированной 8 апреля 696 года дарственной нового короля Хильдеберта III — референдарием. Ряд современных историков считает, что Нордеберт управлял Нейстрией в качестве майордома, одновременно являясь и графом Парижа. Вероятно, всё это время он сохранял тот статус, которым был наделён при своём назначении в 688 году. Однако уже вскоре после последнего упоминания Нордеберта в документе 696 года Пипин Геристальский поставил новым майордомом Нейстрии своего сына Гримоальда Младшего. О причинах и обстоятельствах этого события точных сведений в исторических источниках не сохранилось. Вероятно, оно было связано со смертью Нордеберта, упомянутой в недатированной записи «Книги истории франков». В то же время существует предположение, что Нордеберт мог быть одним лицом с одноимённым епископом, возглавлявшим Клермонскую епархию на рубеже VII—VIII веков. В этом случае, прекращение исполнения им обязанностей майордома было связано с принятием духовного сана.
Сыновьями Нордеберта были Эрментей и Гунтехар, упоминающиеся в хартии короля Теодориха IV от 3 марта 726 года. В этом документе они названы нейстрийскими должностными лицами, владевшими землями в окрестностях Шамбли.